# ジェレミー・バーティーノ
ジェレミー・バーティーノ（Jeremy Bertino, 1979年または1980年 - ）は、プラウド・ボーイズの元メンバーのアメリカ人であり、エンリケ・タリオの扇動共謀罪を巡る裁判で不利な証言をした。バーティーノはプラウド・ボーイズのメンバーとしては初めて同容疑で罪を認めた。

## 生い立ち
バーティーノは1979年または1980年生まれである。成人した彼は2004年に無謀な危険行為で有罪となり、一時はニューヨーク州で収監され、5年間の保護観察処分を受けた。その後の彼はノースカロライナ州ベルモントに住んでいた。

## プラウド・ボーイズへの関与
バーティーノは2018年にプラウド・ボーイズに加入し、サウスカロライナ州支部の地域リーダーを務めた。彼はプラウド・ボーイズのメンバーとして2021年にメディアのインタビューを受けた。

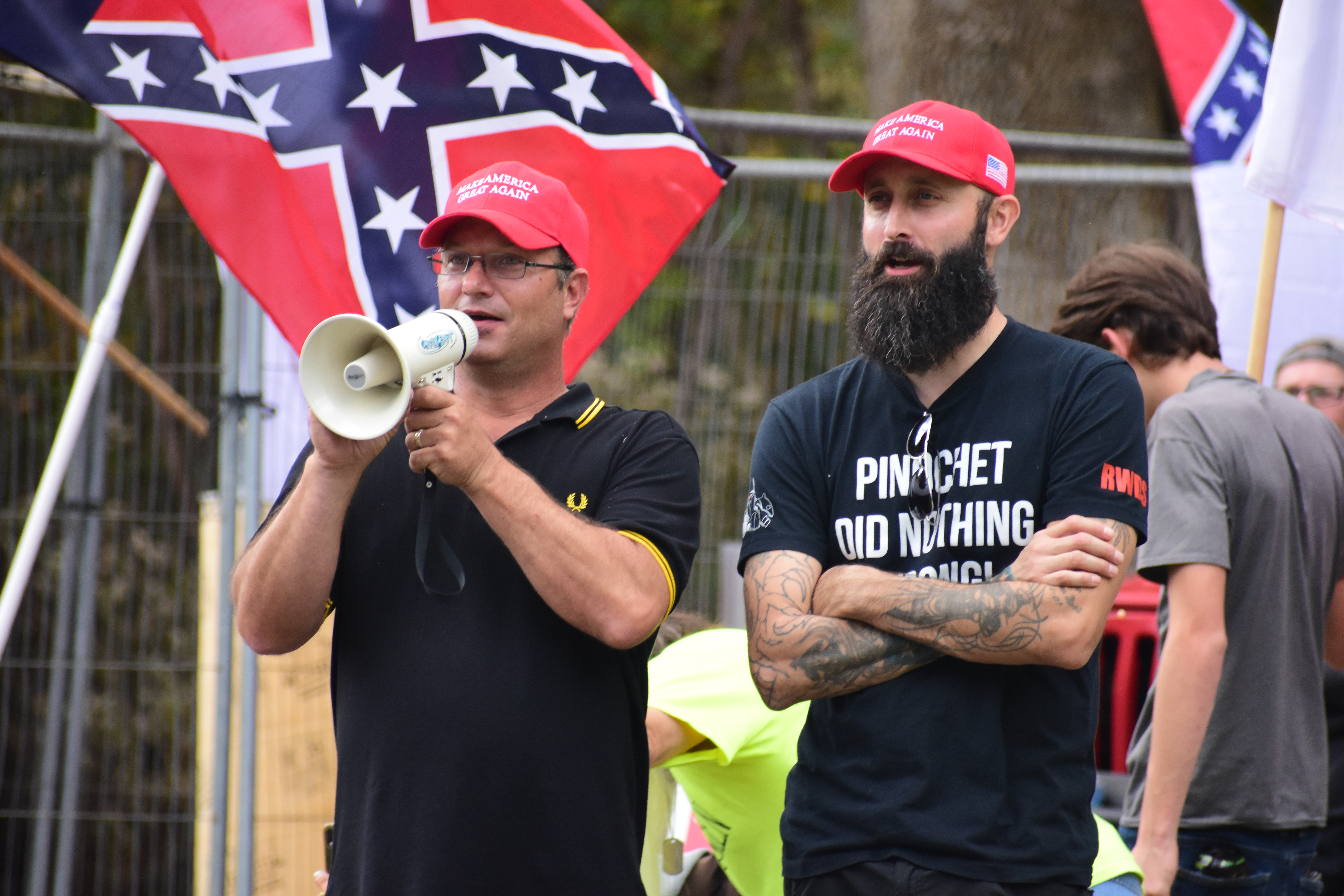
ノースカロライナ州ピッツボロでのバーティーノ（2019年）。

バーティーノは2020年12月12日にワシントンD.C.でのドナルド・トランプ支持者集会で刺される怪我を負ったため、2021年1月6日の議会議事堂襲撃には居合わせていなかった。また12月にバーティーノは他のプラウド・ボーイズのメンバーや極右活動家と共にメトロポリタン・アフリカン・メソジスト・エピスコパル教会を攻撃していた。彼は1月6日当日はデジタル通信機器を使って暴徒を支援していた。
襲撃事件後の刑事裁判でバーティーノは扇動共謀罪を認め、プラウド・ボーイズの他のメンバーに対する証言者になることに同意した。彼はまた自宅からAR-15型ライフル2丁、拳銃2丁、ショットガン、ライフルがFBIにより押収された後、銃器を不法に所持した罪を認めた。バーティーノはプラウド・ボーイズとしては初めて扇動共謀の罪を認めた。リーダーのエンリケ・タリオを含むプラウド・ボーイズのメンバーに対する証言中、バーティーノは襲撃事件によるアメリカ政府転覆の試みは議会警察の介入により失敗に終わったと述べた。

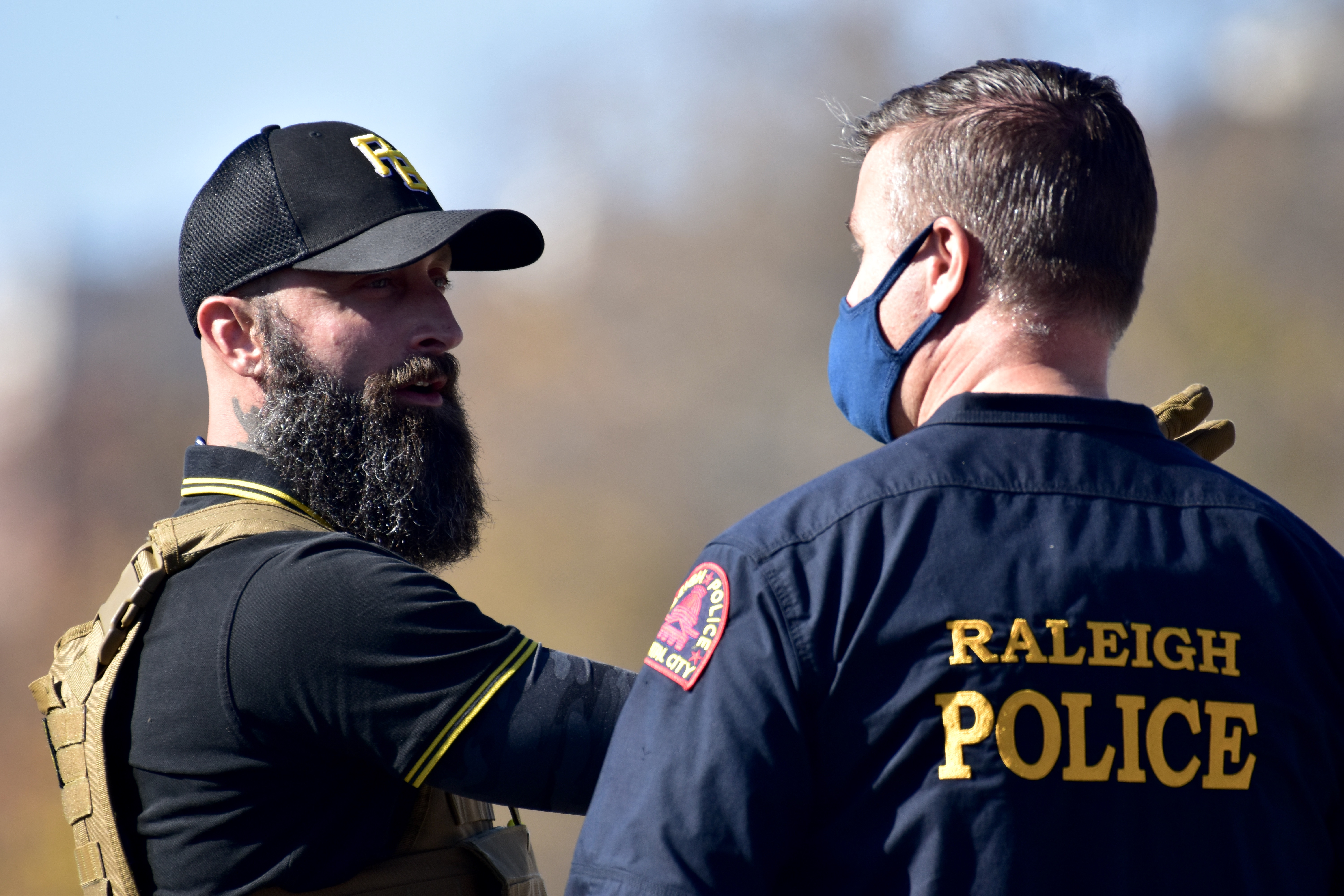
ノースカロライナ州ローリーでのバーティーノ（2020年）。

2023年5月、バーティーノは8人の死者を出した2023年テキサス州アレンのモールでの銃乱射事件の犯人のマウリシオ・ガルシアがつけていたのと同じライト・ウイング・デス・スクアッドのパッチをつけていたことを後悔していると語った。
2023年6月、コロンビア特別区上級裁判所判事のニール・E・クラヴィッツは2020年のメトロポリタン・アフリカン・メソジスト・エピスコパル教会襲撃事件に関連して、バーティーノ、タリオ、ジョー・ビッグス、ジョン・トゥラーノに100万ドル以上の民事罰を課した。クラヴィッツは4人が「憎悪に満ちたあからさまな人種差別的行為」に及んでいたと述べた。